# Derocheilocaris remanei
Derocheilocaris remanei är en kräftdjursart som beskrevs av Delamare-Deboutteville och Claude Chappuis 1951. Derocheilocaris remanei ingår i släktet Derocheilocaris och familjen Derocheilocarididae.

## Underarter
Arten delas in i följande underarter:
- D. r. remanei
- D. r. biscayensis